# Ebon Pond
Ebon Pond är en sjö i Antarktis. Den ligger i Östantarktis. Nya Zeeland gör anspråk på området.